# Turbina Pelton

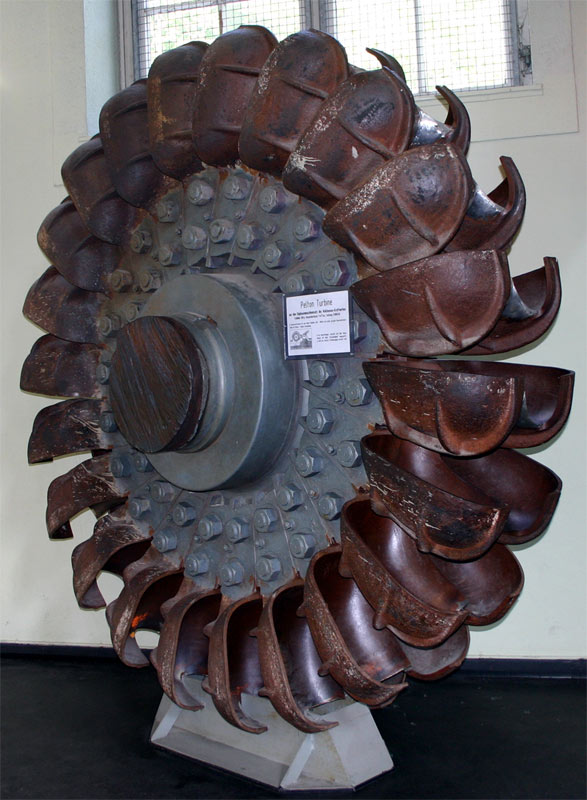
Turbina Pelton de la central hidroeléctrica de Walchensee en Alemania.

Una turbina Pelton es uno de los tipos más eficientes de turbina hidráulica. Es una turbomáquina motora, de flujo tangencial (transversal), admisión parcial y de acción. Consiste en una rueda (rodete o rotor) dotada de cucharas en su periferia, las cuales están especialmente realizadas para convertir la energía de un chorro de agua que incide sobre las cucharas.
Las turbinas Pelton están diseñadas para explotar grandes saltos hidráulicos de bajo caudal. Las centrales hidroeléctricas dotadas de este tipo de turbina cuentan, en su mayoría, con una larga tubería llamada galería de presión para transportar el fluido desde grandes alturas, a veces de hasta más de 1500 metros. Al final de la galería de presión se suministra el agua a la turbina por medio de una o varias válvulas de aguja, también llamadas inyectores, los cuales tienen forma de tobera para aumentar la velocidad del flujo que incide sobre las cucharas.

## Funcionamiento

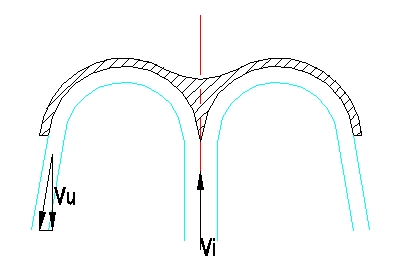
Proyección cilíndrica en el diámetro Pelton de una cuchara.

La tobera o inyector lanza directamente el chorro de agua contra la serie de paletas en forma de cuchara montadas alrededor del borde de una rueda; el doble de la distancia entre el eje de la rueda y el centro del chorro de agua se denomina diámetro Pelton. El agua acciona sobre las cucharas intercambiando energía con la rueda en virtud de su cambio de cantidad de movimiento, que es casi de 180°. Podemos observar en la figura anexa un corte de una pala en el diámetro Pelton; el chorro de agua impacta sobre la pala en el medio, es dividido en dos, los cuales salen de la pala en sentido casi opuesto al que entraron, pero jamás puede salir el chorro de agua en dirección de 180° ya que si fuese así el chorro golpearía a la pala sucesiva y habría un efecto frenante. La sección de entrada del fluido a la cuchara se denomina 11, así como 12 a la sección de salida. 
El estudio analítico de la interacción agua-pala puede ser sumamente complicado debido al desplazamiento relativo entre la pala y el chorro de agua. Por otro lado se simplifica el estudio de las turbinas Pelton a la sección cilíndrica del diámetro Faubert. 
Así la energía convertida por unidad de masa de agua está dada por la ley de Euler de las turbomáquinas:
| Símbolo                | Nombre |
| ---------------------- | --- |
| {\displaystyle L}      | Energía específica convertida                                                                                        |
| Cuchara                | |
| {\displaystyle u_{1}}  | Velocidad tangencial en los puntos donde el agua (Entrada)                                                           |
| {\displaystyle u_{2}}  | Velocidad tangencial en los puntos donde el agua (Salida)                                                            |
| Fluido                 | |
| {\displaystyle c_{u1}} | Proyecciones de la velocidad absoluta del fluido sobre la velocidad tangencial de la cuchara en los puntos (Entrada) |
| {\displaystyle c_{u2}} | Proyecciones de la velocidad absoluta del fluido sobre la velocidad tangencial de la cuchara en los puntos (Salida)  |

Como la velocidad tangencial de rotación de la rueda Pelton es la misma en todos los puntos del diámetro pelton (recuérdese la fórmula de la velocidad angular {\displaystyle u=\omega r}) las velocidades {\displaystyle u_{1}} y {\displaystyle u_{2}} son iguales. Entonces la fórmula de Euler se puede simplificar:

{\displaystyle L=u(c_{u1}-c_{u2})}

La turbina Pelton es un tipo de turbina de impulso, y es la más eficiente en aplicaciones donde se cuenta con un salto de agua de gran altura.
Dado que el agua, por sus características, puede asumirse como un fluido incompresible, casi toda la energía disponible se extrae en la primera etapa de la turbina. Por lo tanto, la turbina Pelton tiene una sola rueda, al contrario que las turbinas que operan con fluidos compresibles.

## Historia
Lester Allan Pelton fue un inventor estadounidense que a sus veinte años emigró al estado de California en donde se acababa de descubrir el potencial de explotación que se podía obtener en las minas de oro. En 1853 pasó a trabajar en las minas de oro de Camptonville, Nevada City y Grass Valley. A pesar de su escasa formación, Lester Allan Pelton era un ingenioso minero, con lo que inicialmente aprendió las técnicas empleadas en la época para generar la energía necesaria en el proceso de trituración del mineral y en el bombeo de aire al interior de la mina. El primer mecanismo que implementó fueron las ruedas de agua, parecidas a un molino; después implementó máquinas de vapor. En ese momento el señor Allan Pelton experimentaba fallos en sus mecanismos. Entonces se le ocurre que a través de turbinas podría diseñar ruedas hidráulicas con álabes o paletas sobre las que incidía un chorro de agua lanzado a gran velocidad.
Observando el mecanismo con el que funcionaba su invento, dio por casualidad con un método que hacía mucho más eficaz el mecanismo de la turbina. Si el chorro, en vez de golpear en el centro de las paletas, lo hacía en su borde, el flujo de agua salía de nuevo en dirección inversa y hacía que la turbina adquiriese mayor velocidad; este hecho se basaba en el principio por el cual toda la energía cinética producida por el chorro se conserva y puede ser utilizada después en la generación de electricidad.

## Aplicaciones

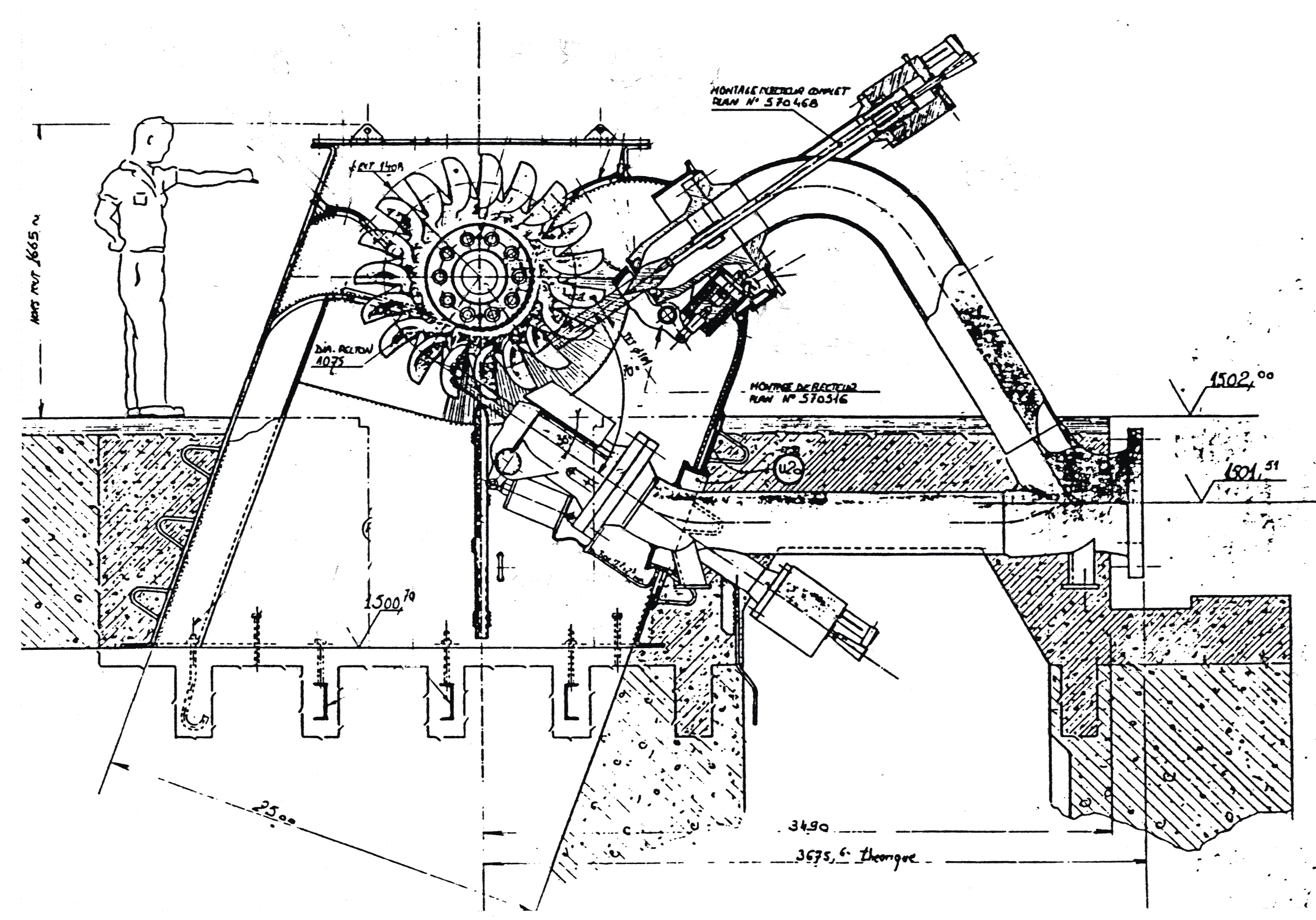
Instalación común de una turbina Pelton con dos inyectores.

Existen turbinas Pelton de muy diversos tamaños. Hay turbinas de varias toneladas montadas en vertical sobre cojinetes hidráulicos en las centrales hidroeléctricas. Las turbinas Pelton más pequeñas, solo de unos pocos centímetros, se usan en equipamientos domésticos.
En general, a medida que la altura de la caída de agua aumenta, se necesita menor caudal de agua para generar la misma potencia. La energía es la fuerza por la distancia, y, por lo tanto, una presión más alta puede generar la misma fuerza con menor caudal.
Cada instalación tiene, por lo tanto, su propia combinación de presión, velocidad y volumen de funcionamiento más eficiente. Usualmente, las pequeñas instalaciones usan paletas estandarizadas y adaptan la turbina a una de las familias de generadores y ruedas, adecuando para ello las canalizaciones. Las pequeñas turbinas se pueden ajustar algo variando el número de toberas y paletas por rueda, y escogiendo diferentes diámetros por rueda. Las grandes instalaciones de encargo diseñan el par torsor y volumen de la turbina para hacer girar un generador estándar.